# Antoine-Rémy Polonceau
Antoine-Rémy Polonceau (Reims, Marne, 8 de noviembre de 1778 - Roche-lez-Beaupré, Doubs, 31 de diciembre de 1847) fue un ingeniero francés.

## Biografía
Formado en la Escuela Politécnica de París (Promoción X, 1796), se convierte en ingeniero de carreteras, comenzando su carrera profesional en el trazado de los caminos que atravesaban los Alpes (carreteras Simplon, el de las escalas y Grenoble a Briançon), así como terminando la carretera de Mont-Cenis y de Lautaret entre 1808 y 1812. En 1815 fue nombrado ingeniero jefe del departamento de Seine-et-Oise, e inspector regional en 1830.
Su mayor logro es el innovador Pont du Carrousel, en París, construido entre 1831 y 1834. Lo más novedoso es que realiza un puente de arco mientras la tendencia de entonces era hacer puentes colgantes. La compleja estructura de hierro y madera de la estructura es también muy audaz, aunque su estilo fue criticado en su momento. Antoine-Rémy Polonceau también escribió informes y artículos sobre el uso de puentes de hierro fundido.
En colaboración con Bellanger, estudió el trazado del ferrocarril de París a Rouen por el valle del Sena.
Fundó con Marc Séguin el grupo "Séguin Polonceau", responsable de la construcción del viaducto de Meudon entre 1838 y 1840. También diseñó el Pont Saint-Thomas, construido en 1841 en Estrasburgo, Alsacia. Es como el Pont du Carrousel, una obra en hierro, pero se sigue utilizando hoy en día.
Entre 1846 a 1849, reemplaza tres arcos del viejo puente de Poissy mediante un único arco de 32 metros de luz para facilitar la navegación, basado en su patente de 1831 sobre el uso del metal en los arcos de los puentes.
Se jubiló el 1 de enero de 1840, pero siguió promoviendo la mejora de las técnicas de construcción de carreteras, incluida la defensa de la utilización de la apisonadora.
También fue un apasionado de la agricultura, y junto a Auguste Bella, fundó el Real Instituto Agrícola de Grignon.
Su hijo, Camille Polonceau (1813-1859), también ingeniero, fue distinguido por la mejora del servicio de tracción en la compañía de ferrocarril de Estrasburgo a Basilea y en el ferrocarril de París a Orléans, además de ser el inventor de la cercha que lleva su nombre, «cercha Polonceau».

## Homenajes
- Una calle lleva su nombre en el XVIII Distrito de París
- Uno de los premios anuales de la escuela secundaria masculina lleva el nombre de la familia Polonceau.

## Publicaciones
- Nota sobre la raza de vacas suizas en el cantón de Schwyz, leído en la sesión pública del 29 de julio de 1827 la Sociedad Agrícola Central y las Artes en Seine-et-Oise, Versalles: Impr. Company, 1827. 8.º.
- Las instrucciones sobre algunas partes de obras hidráulicas, Carillan-GOEURY, París, 1829 (texto completo Biblioteca Nacional de Francia ).
- Nota sobre el uso de cubierta de betún, Impresión Huzard, París, 1829.
- Observaciones sobre las carreteras, seguidos de propuestas para su mejora y mantenimiento, Carillan-GOEURY, París, 1829 (texto completo Biblioteca Nacional de Francia. )
- (En colaboración con Jean-Baptiste Bélanger) Empresa de risa. Ferrocarril de París a Rouen, Le Havre y Dieppe, el valle del Sena, Impr. Moreau y Bruneau, París, 1837 (texto completo Biblioteca Nacional de Francia ). )
- Las instrucciones sobre la mejora de las carreteras empedrado, París, L. Mathias, 1844.
- Note en la compresión de firmes de pavimento por cilindros de gran diámetro, Paris 1844.
- Cosecha de heno, de Besançon: Impr. Senior de Santa Ágata, 1845. 8.º, 14 p.
- Nota sobre el desbordamiento de ríos y arroyos, de París: Científico-Industrial Librería, 1847. 8.º, 72 p. y 1 tablero.